# Благовещенская епархия
Благове́щенская епа́рхия — епархия Русской Православной Церкви, объединяющая приходы и монастыри в пределах Амурской области.
Кафедральные соборы — Благовещенский в Благовещенске и Троицкий в Тынде.

## История
В 1858 году епископ Иннокентий (Вениаминов) перенёс из Якутска в Благовещенск кафедру Камчатской епархии. С 1870 года название епархии — Камчатская и Благовещенская. В 1871 году открыта первая на Дальнем Востоке России Благовещенская духовная семинария.
1 января 1899 года епархия разделена на Благовещенскую и Владивостокскую. Охотская округа Приморской области передана в Якутскую епархию. Епархии принадлежали церкви, расположенные по всему течению Амура, начиная от станицы Покровской до Николаевска, с морским прибрежьем от залива Святого Николая, Охотского моря до Императорской гавани в Татарском проливе, всё течение рек Зеи, Буреи, Амгуни с их системами, а также всё нижнее течение реки Уссури от села Буссе до впадения в Амур. Всего — 87 приходов и 16 станов Духовной миссии.
К 1917 году в Благовещенской епархии было уже 96 церквей, 2 монастыря, 83 церковно-приходских школы (более 4 тысяч учащихся). Епархиальное духовенство составляли 91 священник, 17 диаконов. В одном только Благовещенске действовало более 20 православных храмов.
После революции все храмы были разрушены коммунистами. С середины 1930-х годов Благовещенская кафедра не замещалась. В 1946 году территория бывшей Благовещенской епархии вошла в состав новоучреждённой Хабаровской епархии (в 1949—1988 годах управлялась Иркутскими архиереями). В 1946 году в Благовещенске открыли православный приход, которому было передано здание бывшего костёла (построен в 1903 году), поскольку ни одного православного храма в городе не сохранилось.
В 1991—1993 годах Благовещенск являлся 2-м кафедральным городом Хабаровской и Благовещенской епархии.
28 декабря 1993 года решением Священного синода РПЦ была учреждена Благовещенская епархия, которой временно управлял епископ Хабаровский Иннокентий (Васильев). 21 апреля 1994 года епископом Благовещенским был назначен Гавриил (Стеблюченко), к этому времени на территории новой епархии действовали три прихода.

## Епископы
- 9 февраля 1899 — 24 сентября 1900 — Иннокентий (Солодчин)
- 17 декабря 1900 — 3 ноября 1906 — Никодим (Боков)
- 3 ноября 1906 — 22 мая 1909 — Владимир (Благоразумов)
- 22 мая 1909 — 11 июля 1914 — Евгений (Бережков)
- 11 июля 1914 — 13 августа 1930 — Евгений (Зернов)
  - декабрь 1928 — 1930 — Пантелеимон (Максунов) в/у, епископ Владивостокский
- 12 сентября 1930 — 19 сентября 1932 — Иннокентий (Тихонов)
  - 1930—1931 — Трофим (Якобчук) в/у, епископ б. Хабаровский
- 2 октября 1932 — 1935 — Герман (Коккель)
- 28 декабря 1993 — 21 апреля 1994 — Иннокентий (Васильев) в/у, епископ Хабаровский
- 21 апреля 1994 — 5 октября 2011 — Гавриил (Стеблюченко)
- с 16 октября 2011 — Лукиан (Куценко)

## Викариатстство
- Хабаровское (ныне самостоятельная епархия)

## Благочиния
Епархия разделена на 6 церковных округов (по состоянию на октябрь 2022 года):
- Центральное благочиние
- Белогорское и Мазановское благочиние
- Бурейское и Архаринское благочиние
- Шимановское и Сковородинское благочиние
- Северное благочиние
- Свободненское благочиние

## Монастыри
- Гавриило-Архангельский монастырь (мужской; село Троицкое, Ивановский район)
- Богородично-Албазинский монастырь (женский; село Среднебелое, Ивановский район)
- Покрова Божией матери монастырь (женский; Тында)